# Polyura dolon
Polyura dolon är en fjärilsart som beskrevs av John Obadiah Westwood 1848. Polyura dolon ingår i släktet Polyura och familjen praktfjärilar. Inga underarter finns listade i Catalogue of Life.

## Bildgalleri

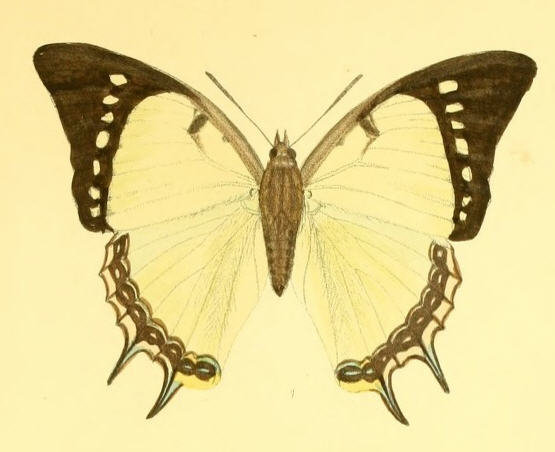
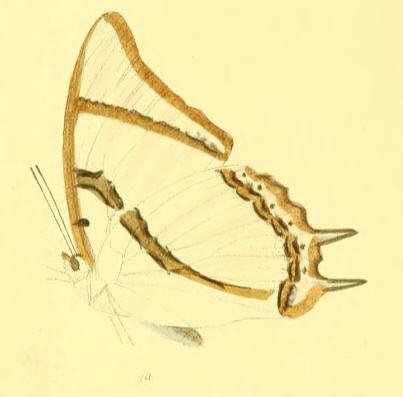